# Penstemon angustifolius
Espèce
Penstemon angustifolius  est une espèce de plantes de la famille des Plantaginacées, originaire d'Amérique du Nord. Elle est connue sous le nom de Broadbeard Beardtongue en anglais.

## Description
Cette espèce est pérenne et peut atteindre 50cm de haut. Les fleurs sont de couleur bleu.